# Checking In
Checking In è una sitcom, prodotta negli Stati Uniti d'America nel 1981. Fu il primo e unico spin-off de I Jefferson, incentrato sulla figura della domestica Florence che lascia casa Jefferson per gestire il St. Frederick Hotel a Manhattan.
La serie è stata interrotta prematuramente dopo soli 4 episodi per bassi ascolti, ed il cast è stato smembrato. Marla Gibbs è tornata nella serie madre interpretando nuovamente la cameriera dei Jefferson.

## Trama
Il St. Frederick Hotel a Manhattan è di proprietà del signor Claymore. Nella struttura lavora la governante capo Florence Johnston, aiutata dalla segretaria Elena e osteggiata dal suo capo, il signor Block (che sostanzialmente prende il posto del signor Jefferson nei battibecchi). Alla protagonista fanno da spalla altri personaggi come la cameriera Betty, il detective bonaccione Earl, Hank e Dennis. Ne I Jefferson veniamo a sapere che l'hotel viene poi distrutto in un incendio e per questo Florence ritorna nel Upper West Side.

## Personaggi
| Attore          | Ruolo             | Numero di Episodi |
| --------------- | ----------------- | ----------------- |
| Marla Gibbs     | Florence Johnston | 4                 |
| Patrick Collins | Earl Bellamy      | 4                 |
| Robert Costanzo | Hank Sabatino     | 4                 |
| Jordan Gibbs    | Dennis            | 4                 |
| Larry Linville  | Lyle Block        | 4                 |
| Liz Torres      | Elena Beltran     | 4                 |
| John Anderson   | Mr. Claymore      | 1                 |
| Ruth Brown      | Betty             | 1                 |
| Michael deLano  | Leo               | 1                 |
| Alice Nunn      | Mrs.Sabatino      | 1                 |
| Carol Swarbrick | Marianne          | 1                 |

## Episodi

### Prima Stagione
| Stagione | Episodio | Titolo Inglese            | Trama | Regista   |
| -------- | -------- | ------------------------- | --- | --------- |
| 1        | 1        | Boo Who?                  | Florence e Elena sospettano la presenza di un fantasma nell'Hotel e fanno di tutto per cacciarlo                                                           | Jack Shea |
| 1        | 2        | Block's Party             | Lyle organizza una festa, ma arrivano il suo rivale del liceo (che ora allena una squadra di football) e i suoi compagni, che mettono a soqquadro l'Hotel. | Jack Shea |
| 1        | 3        | Whose Side are You On?    | Lyle e Elena litigano e tocca a Florence riappacificarli!                                                                                                  | Jack Shea |
| 1        | 4        | Florence and the Salesman | Florence crede che un anziano uomo d'affari stia venendo in Hotel per lei.                                                                                 | Jack Shea |

### Episodi Pilota
Gli episodi 7x19 e 7x20 de I Jefferson possono essere considerati episodi pilota della serie, poiché è con questi che si sono poste le basi per Checking In
| Stagione | Episodio | Titolo Inglese              | Trama | Regista   |
| -------- | -------- | --------------------------- | --- | --------- |
| 7        | 19       | Florence's New Job: Part 1  | George aspetta un nuovo cliente, l'eccentrico signor Claymore, proprietario del St. Frederick Hotel. Florence lo accoglie ed egli rimane subito impressionato dalla prontezza e dal carisma della donna, tanto da offrirle il prestigioso lavoro di Governante Capo. Dopo il benestare dei Jefferson, l'indecisa cameriera si dirige la mattina seguente all'Hotel. Qui conosce la segretaria Elena e l'antipatico superiore Lyle Block, che subito fa pressioni affinché venga licenziata. | Bob Lally |
| 7        | 20       | Florence's New Job: Part 2' | La seconda giornata da governante di Florence presenta due grandi problemi: qualcuno, che si scopre essere la cameriera e amica Angie, ha rubato delle mance destinate alle inservienti e l'offerta delle Jefferson Cleaners per il contratto di lavaggio è stata rifiutata. Così l'ex-cameriera dei Jefferson è costretta a licenziare una sua amica e a dire al vecchio padrone che non ha ricevuto il tanto desiderato appalto. Inizialmente preda dello sconforto, viene convinta da Block a licenziarsi, ma poi Mr. Jefferson la convince a continuare; così Florence licenzia Angie, recupera i soldi e cosa più importante le ritorna la voglia di continuare la sua avventura | Bob Lally |

## Curiosità
- Michael J. Fox fece un provino per questa serie TV ma fu respinto[2].